# The Mender of Nets
The Mender of Nets é um filme em curta-metragem dos Estados Unidos do gênero drama, realizado em 1912. O filme mudo foi dirigido por D. W. Griffith, com roteiro escrito por Edwin August.